# Râul Valea Tisei
Râul Valea Tisei este un curs de apă, afluent al râului Valea Malului. 

## Hărți
- Harta județului Hunedoara
- Harta munților Apuseni